# Arquidiócesis de Creta

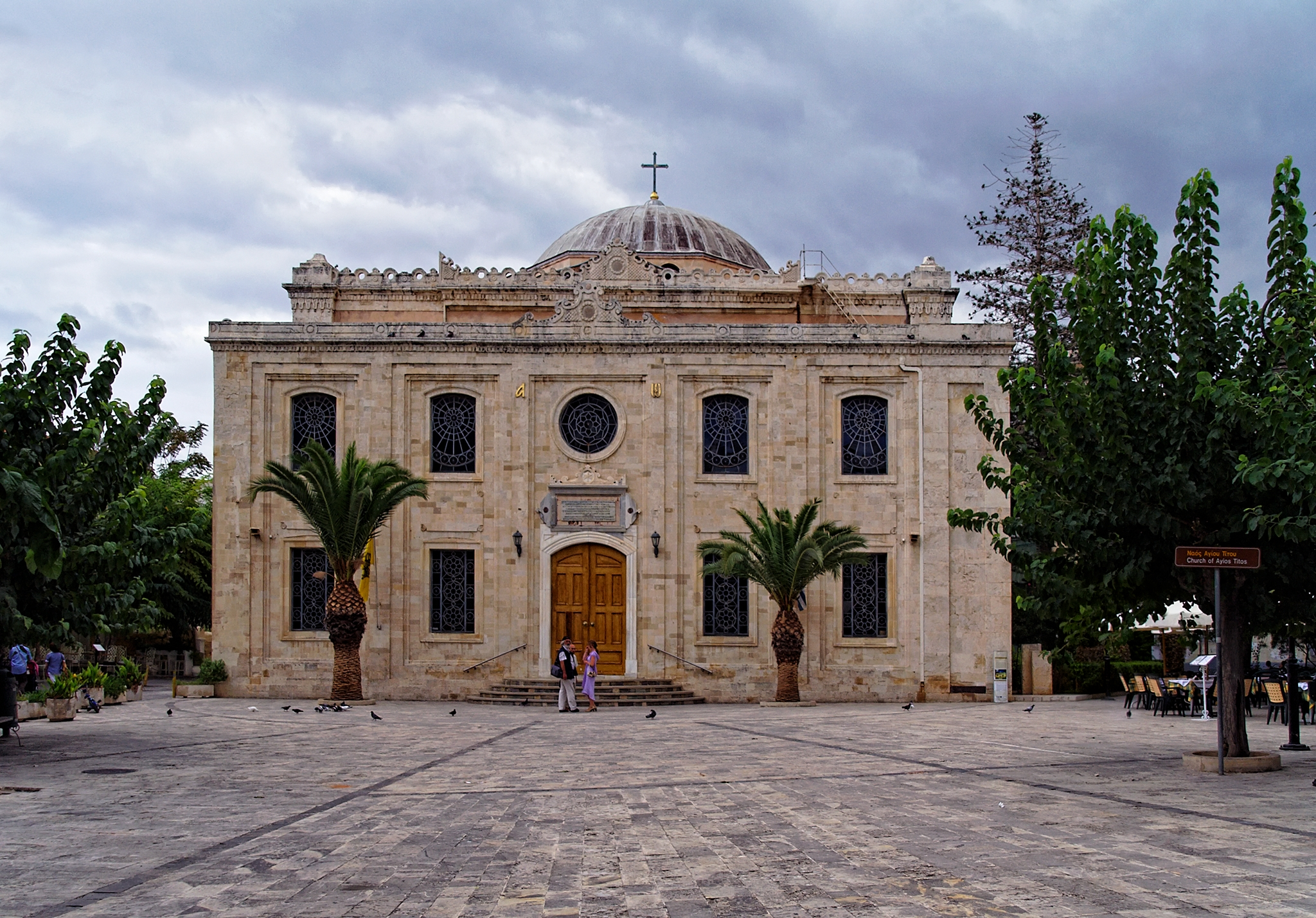
Iglesia de San Tito en Heraklión.

La santa arquidiócesis de Creta (en griego: Ιερά Αρχιεπισκοπή Κρήτης) es una arquidiócesis de la Iglesia ortodoxa perteneciente al patriarcado de Constantinopla, con sede en Heraclión en la isla de Creta en Grecia. Su titular es la cabeza de la semiautónoma Iglesia de Creta y lleva el título de arzobispo de Creta, muy venerable y exarca de Europa, presidente del Santo Sínodo Episcopal de Creta.
El patriarcado nomina al arzobispo de Creta eligiéndolo de una lista en terna preparada por el Ministerio de Educación Nacional y Asuntos Religiosos de Grecia, pero los asuntos internos de la Iglesia, incluyendo la nominación de otros obispos, son manejados por el Santo Sínodo Provincial de Creta.
El territorio de la arquidiócesis tiene 127 parroquias, 1077 templos y 15 monasterios. Incluye la isla de Día y comprende la parte norte de la unidad periférica de Heraclión. 

## Historia

### Metropolitanato de Gortina
El metropolitanato de Gortina, capital de la provincia romana de Creta, fue reconocido como tal en el Concilio de Nicea I en 325, teniendo 9 diócesis sufragáneas en el siglo III, una de las cuales era Heraclión. Por decisión del emperador iconoclasta León III en 733 Creta como parte de Ilírico Oriental pasó como metropolitanato a la jurisdicción del patriarca de Constantinopla, cayendo bajo ocupación árabe musulmana en 826. Los árabes suprimieron el metropolitanato de Gortina y los 11 obispados sufragáneos entonces existentes, entre ellos el de Heraclión, aunque el patriarca continuó nombrando metropolitanos titulares exiliados. 
Creta fue recuperada por los bizantinos en 961, quienes restablecieron el metropolitanato de Gortina y sus 11 sedes sufragáneas. Poco después la sede metropolitana fue trasladada a Heraclión (llamada por los árabes Chandax o Candia), ciudad que fuera capital de la isla bajo dominio árabe, debido a que Gortina había sido completamente arruinada al ser ocupada por los árabes. Desde ese momento prevaleció el título de metropolitanato de Creta, construyéndose la catedral de San Tito (santo patrono de la isla) en Chandax. 
La Iglesia de Creta pasó a ser parte de la Iglesia ortodoxa luego de que el patriarca de Constantinopla y los legados del papa de Roma se excomulgaran mutuamente en el cisma de Oriente el 16 y el 17 de julio de 1054.

### Arquidiócesis latina
En 1206 Creta fue ocupada por la República de Génova y en 1211 por la República de Venecia. En 1213 los venecianos convirtieron las diócesis ortodoxas de Creta en diócesis católicas latinas dependientes del papa, erigiéndose la arquidiócesis metropolitana de Candia, por lo que el metropolitano debió refugiarse en Nicea. El patriarca de Constantinopla siguió designando metropolitanos para Creta durante el período de ocupación veneciana, pero siempre permanecieron fuera de la isla y con el título de presidentes de Creta. 
A partir de 1645 los turcos otomanos fueron desplazando a los venecianos de Creta, finalizando con la ocupación de Candia en 1669. Desde entonces la arquidiócesis latina quedó vacante hasta 1874.

### Restablecimiento del metropolitanato ortodoxo
Los otomanos expulsaron a los obispos latinos restableciendo el metropolitanato y las 11 diócesis ortodoxas. Hacia 1700 el metropolitano comenzó a usar el título de Creta y toda Europa.
El 24 de junio de 1821, durante la guerra de independencia de Grecia, las autoridades otomanas ejecutaron al metropolitano de Creta Gerasimos Pardalis y a los demás obispos. En 1823 el patriarcado de Constantinopla volvió a restaurar la jerarquía ortodoxa en Creta designando un metropolitano, y adjuntándole provisoriamente la diócesis de Cnosos.
Debido a la islamización de Creta y reducción de la población ortodoxa, el 24 de noviembre de 1831 los obispados sufragáneos de Creta fueron reducidos a 7. Fue abolida formalmente la diócesis de Cnosos y su territorio anexado al metropolitanato de Creta, al que estaba adjunta desde 1823. También fue abolida la diócesis de Herronisos y anexada al metropolitanato, aunque el 17 de enero de 1843 fue restablecida, pero en agosto de 1900 fue nuevamente anexada al metropolitanato de Creta.
El 12 de julio de 1845 fue abolida la diócesis de Lampi, anexando su territorio al metropolitanato de Creta, pero fue restaurada el 22 de mayo de 1863. Otros cambios ocurrieron cuando en agosto de 1900 fue de nuevo suprimida la diócesis de Herronisos y su territorio también integrado al metropolitanato, y el sector norte de Gortina del metropolitanato fue anexado a la diócesis de Arkadi el 20 de diciembre de 1900. 
El 18 de abril de 1895 fue consagrada la nueva catedral metropolitana de Creta, la de San Menas (catedral de Agios Minas) en Heraclión, dedicada a Menas de Alejandría.
Luego de una insurrección griega el sultán otomano concedió el autogobierno a Creta el 9 de diciembre de 1898. El gobierno autónomo acordó con el patriarcado de Constantinopla el 14 de octubre de 1900 el estatus de semiautonomía para la Iglesia de Creta, que fue legalizado por ley constitucional del Estado de Creta n.º 276/1900. Se estableció que el metropolitano de Creta fuera elegido por el patriarcado de una lista de tres candidatos suministrada por el gobierno de Creta. La isla fue anexada a Grecia el 1 de diciembre de 1913. El estatus de semiautonomía fue reconocido por el estado griego mediante la ley n.º 4149/1961 en 1961. 

### Arquidiócesis
El 25 de septiembre de 1962 los obispados pasaron a ser metropolitanatos y el 28 de febrero de 1967 el metropolitanato de Creta fue elevado al rango de arquidiócesis por el Santo Sínodo de Constantinopla.
Nuevos cambios territoriales ocurrieron el 20 de enero de 2001 cuando áreas de la arquidiócesis de Creta (la costa del mar de Libia y un territorio importante al sureste y al este) pasaron a formar el nuevo metropolitanato de Arkalojori, Kastelli y Viannos, y otros sectores se le agregaron el 15 de marzo de 2001 al ser cedidos por los metropolitanatos de Gortina y de Petra (área de Viannos). Este último recibió en esa fecha de la arquidiócesis el área oriental de la antigua diócesis de Herronisos en la costa del mar Egeo.

## Metropolitanos y arzobispos

### Obispos y metropolitanos de Gortina
- Tito (64-?)
- Felipe (170-190)
- Cirilo (?-304)
- Mirón (?-circa 350)
- Iconio (circa 431)
- Martirio (circa 451)
- Teodoro (circa 553)
- Juan I (circa 597)
- Pablo (circa 667)
- Eumenio (?-circa 668)
- Andrés de Creta (712-740)
- Elías I (circa 787)
- Juan II (?)
- Niceto I (?)
- Niceto II (?)
- Basilio II (823-828?)
  - Sede vacante (828- circa 879)
- Basilio III (circa 879) (exiliado en Constantinopla)
- Elías II (circa 920-961) (exiliado en Constantinopla)

### Metropolitanos de Heraklión
- Andrés II (antes de 1000)
- Niceta III (?)
- Esteban II (circa 1028)
- Juan III (1116-1172?)
- León (?)
- Miguel (?)
- Constantino I (?)
- Elías III (?)
- Basilio IV (?)
- Constantino II (?)
- Nicolás I (circa 1204) (se refugió en Nicea)
- Juan IV (?)
- Manuel I (?)
- Manuel II (?)
- Nicolás II (?)

### Presidentes de Creta en el exilio
- Nicéforo I Moschopoulos (1285-1322)
- Macario (circa 1357)
- Antimio el Confesor (circa 1371) (presidente)
- Ignacio (circa 1410) (presidente)
- Belisario (circa 1499) (presidente)

### Restablecimiento del metropolitanato residencial
- Neófito Patellaros (1646-1679) (presidente)
- Nicéforo II Skotakis (1679-1683)
- Calínico I (1683-1685?)
- Arsenio I (1687-1688)
- Atanasio Kallipolitis (1688-1697)
- Calínico II (1697-1699)
- Arsenio II (1699-1701)
- Josafat I (1702-1710?)
- Constantino III Halkiopoulos (1711-1716 y 1719-1722)
- Gerásimo I de Kísamos (1716-1719)
- Daniel de Rétino (1722-1725)
- Gerásimo II Letitzis (1725-1755)
- Gerásimo III de Quíos (1756-1769)
- Zacarías Maridakis (1769-1786)
- Máximo Progiannakopoulos (1786-1800)
- Gerásimo IV Pardalis (1800-1821)
- Metodio de Kárpathos (1823)
- Calínico III de Anchialos (1823-1830)
- Melecio I Nikoletakis (1831-1839)
- Porfirio de Mitilene (1839)
- Calínico IV Gargalados (1839-1842)
- Calínico V Hougias (1842-1843)
- Crisanto de Lesbos (1843-1850)
- Sofronio I de Enos (1850)
- Dionisio I de Byzantion (1850-1856)
- Juanicio Xefloudis (1856-1858)
- Dionisio II Charitonides (1858-1868)
- Melecio II de Kalymnos (1868-1874 y 1877-1882)
- Sofronio II de Didimotichon (1874-1877)
- Timoteo I Kastrinogiannakis (1882-1897)
- Eumenio II Xiroudakis (1898-1920)
- Tito II Zografidis (1922-1933)
- Timoteo II Veneris (1934-1941)
- Basilio V Markakis (1941-1950)
- Eugenio I Psalidakis (1950-1962)

### Arzobispos
- Eugenio I Psalidakis (1962-1977)
- Timoteo III Papoutsakis (1978-2006)
- Irinaios Athanasiadis, desde 2006[3]